# Герб Киянки
Герб Кия́нки — офіційний символ села Киянка Ємільчинського району Житомирської області, затверджений 5 березня 2013 р. рішенням XXII сесії Киянської сільської ради VI скликання.

## Опис
Щит напіврозтятий і перетятий. На першому червоному полі срібний Архистратиг Михаїл. На другому лазуровому полі три червоні цеглини в срібній облямівці, одна і дві. На третьому зеленому полі срібна розкрита книга з двома червоними сиглями «К», супроводжувана по сторонам і знизу срібними квітами яблуні. Щит обрамований золотим декоративним картушем і увінчаний золотою сільською короною.

## Значення символів
Червоний колір підкреслює приналежність регіону спершу до Київської землі, а потім до Волині, герби яких мали червоне полотно. У селі діяв храм Архистратига Михаїла. Цеглини символізують місцевий цегельний завод. Книга — символ знань і двох місцевих шкіл, дві літери «К» символізують початкові букви назв двох сіл територіальної громади: Киянка і Крем'янка.
Автор — Василь Несторович Данюк.